# Rajka Ödön
Rajka Ödön, születési és 1913-ig használt nevén Reich Ödön (Bonyhád, 1890. július 21. – Budapest, 1971. január 19.) magyar orvos, bőrgyógyász, venerológus, az MTA levelező tagja.

## Élete
Reich Samu kereskedő és Fein Róza fiaként született zsidó családban. A Budapesti VII. kerületi Magyar Királyi Állami Főgimnáziumban érettségizett (1908). Már 1911-ben bejárt az egyetemi Bakteriológiai Intézetbe, ahol Preisz Hugó gyakornokká neveztette ki. 1912–1913-ban Strasbourgban és Párizsban járt tanulmányúton. 1913 októberében a Budapesti Tudományegyetemen szerzett orvosdoktori oklevelet.
Az első világháború idején hadba vonult és a lembergi csapatkórházban teljesített szolgálatot. Lemberg eleste után az 1. sz. közös huszárezred orvosa lett. Két év után mint higiénikus (laboratórium vezető) teljesített szolgálatot az összeomlásig és mint főorvos szerelt le. Szolgálataiért megkapta a Signum Laudist, a Vöröskereszt díszérmet és a Károly-csapatkeresztet.
1918–1919-ben tagja volt a Kommunisták Magyarországi Pártjának, illetve a Tanácsköztársaság alatt az első orvosszakszervezet jegyzőjeként működött, amiért a proletárdiktatúra bukása után kizárták az Orvosok Szövetségéből és három hónap fogságra ítélték.
1919 novemberében kezdett bőrgyógyászattal foglalkozni a Régi Szent János-kórházban Guszman József professzor mellett, majd az Apponyi Poliklinikára került. 1922-től a Klinika főorvosa, illetve 1919 és 1942 között a Teleia nemibeteg-gondozó alorvosa volt.
1947 és 1962 között a budapesti Szent István Kórház bőrgyógyászati osztályának vezető főorvosaként, 1962-től 1966-ig igazgatóhelyetteseként dolgozott. 1946–1949-ben a Pázmány Péter Tudományegyetem, illetve a BOTE magántanára, 1949 és 1951 között a bőrgyógyászat címzetes nyilvános rendkívüli tanára volt. Főleg allergiás megbetegedésekkel (csalánkiütés, ekcéma), a mikrobák bőrbetegségekben játszott szerepével foglalkozott. Több terápiás módszert dolgozott ki. A Bőrgyógyászat című folyóirat szerkesztőjeként is működött. Tiszteletére a Magyar Bőrgyógyász Társaság, amelynek elnöke volt, Rajka Ödön-emlékérmet alapított. 1949-ben az MTA tagjai közé választotta, s egyúttal megtette az Orvosi Osztály titkárává, mely pozíciót 1951-ig töltötte be.
Mintegy 200 szakdolgozatot írt és több könyve megjelent.

### Családja
Felesége Adler Gizella (1895–1970) volt, Adler és Klopper Henrietta lánya, akit 1921. május 25-én Budapesten, az Erzsébetvárosban vett nőül. Fia Rajka György.

## Főbb művei
- Allergische Erscheinungen der Haut (Lehner Imrével, Halle, 1929)
- Asthma, ekzema és rokon kórképek az allergiás tanok tükrében (Hajós Károllyal, Budapest, 1944)
- Bőr- és nemi betegségek (Budapest, 1951)
- Allergie und allergische Erkrankungen (szerk., I–II., Budapest, 1959)
- Das mikrobielle Ekzem (Korossy Sándorral, Gózony Mariannéval, Budapest, 1962)
- Antiallergiás betegségek (szerk., Budapest, 1967)
- Immunological Aspects of Allergic Diseases (szerk., Korossy Sándorral, Budapest, 1974)

## Díjai, elismerései
- Balassa-díj (1949)
- Munka Érdemrend (1960)
- Munka Érdemrend arany fokozata (1965)